# Видова, Ирина Станиславовна
Ирина Станиславовна Видова-Молчан (бел. Ірына Станіславаўна Відава-Молчан; род. 15 ноября 1972, Минск) — белорусская певица и поэтесса, член президиума Евразийской Конфедерации Обществ Правообладателей (ЕАКОП), заместитель председателя правления по культуре Всероссийской общественной организации  «Российский клуб Православных Меценатов», член ОО «Белорусский союз музыкальных деятелей», член оргкомитета и жюри международного фестиваля-конкурса «Красная гвоздика» им. И.Д. Кобзона, член Евразийского Союза композиторов и музыкальных деятелей, член жюри конкурса «Песни победы», Председатель Авторского совета НЦИС Беларуси (2020-2022г.). 
Вдова музыкального продюсера и композитора Олега Молчана.

## Биография
Родилась 15 ноября 1972 года в Минске. Мать — Людмила Григорьевна Видова — школьницей пела в самодеятельности, побеждала в республиканских конкурсах, но посвятила себя медицине и семье. Отец Станислав Николаевич был лётчиком-истребителем, служил в Подмосковье, Минске и ГДР, там же была и семья. У Ирины есть старшая сестра и младший брат.
С пяти лет занималась фигурным катанием и играла на пианино.
В 1993 году окончила музыкально-педагогический факультет Белорусского государственного педагогического университета, где получила профессиональное образование — классический вокал, фортепиано, дирижирование.

## Творчество
Первые гастроли состоялись в ноябре 1993 года в рамках дней белорусской культуры, организованные «Белконцертом» в России. Также первые выступления проходили на многочисленных презентациях мировых брендов («Londa», «Citroen Xantia»), на показах Белорусского центра моды и т. д.
Дебютировала на телевидении в начале 1995 года с песнями «Осень — досада» и «Не грусти, король» (Олег Молчан, Александр Легчилов) на творческом вечере поэта-песенника Александра Легчилова, а также с песней «Блондинки» на телевизионном фестивале «Золотая лира». В этих выступлениях принимала участие студия брейк-данса БГУ, а концертные номера многократно повторялись в музыкальных антрактах Белорусского телевидения. Первые песни записаны на студии «Песняров». В 1995 году также сделала записи песен «Взгляд-роман», «Ай-ай-ай» на студии "Скат-рекордз", приняла участие в телевизионном фестивале "Золотые ключи".
- 1996 г. — запись альбома для «Медиастар» (студия при филармонии А. Нестеровича). Песни «Танец дождя», «Шарманщик», «Новые менестрели», «Странник», «Мальчишечка из провинции», «Как же грустно», «Париж» и др. Работала с первой программой в ночных клубах Москвы и Минска. Презентация альбома и программы состоялась в минском «Макс-шоу».
- 1998—2000 г. — артистка — вокалистка Могилевской областной филармонии. В этот период запись песен «Города», «Каменные джунгли», «Близко или далеко» (студия театра эстрады Я. Поплавской и А. Тихановича).

Сотрудничество с первой FM-радиостанцией Беларуси «ВА»: ротация песен, радиореклама и концерты.
Также песни в ротации радио «Рокс» и участие в телеконцерте «Рождество с друзьями». С этого времени непрерывное сотрудничество с ведущими радиостанциями и ротации всех песен на вышеуказанных и далее открывающимися: «Альфа радио», «Русское радио» и т. д.
- 1998 г. съемка видеороликов на песни «Города» и «Близко или далеко» («Вестволдклуб», режиссёр В. Максимков, оператор С. Новиков).
- 1999 г. клип «Каменные джунгли» (режиссёр А. Вечер).
- 2000 г. клип «Просто это любовь» (режиссёр А. Шульга). Клипы снимались при участии сети фотомагазинов «Фокус».
- 1999 г. выпуск альбома «Все очень хорошо», в который вошли песни 1996—1999 г. («Пан Рекордз»). Музыкальный продюсер, композитор, аранжировщик — О. Молчан. Тексты к песням — И. Видова, А. Стригалев. Звукорежиссёры — А.Морозов, Г. Ксендзов, А. Нестерович. Фотограф — М. Маруга.

Выход альбома и видеоклипов поддерживались рейтинговыми телепрограммами «Королевская охота», «Акколада», «Бархатный сезон», «Абібок», «Музыка без границ» и др.
Презентация альбома прошла в минском «Вестволдклубе».
- 2000 г. запись песен «Бабочки», «Улетай, душа», «Поцелуи» на студии О. Молчана в Союзе композиторов. В 2001 г. с песней «Улетай, душа» приглашена В. Мулявиным на празднование 30-летия ансамбля «Песняры» в ГЦКЗ «Россия».
- В конце 2001 г. записан альбом «Улетай» (OVM production, выпускающая компания «Подземка»). В продажу альбом поступил в феврале 2002 г. В альбом вошли хиты «Поцелуи», «Две звезды», «Бабочки» «Улетай, душа», а также песни О. Молчана на стихи классических поэтов и современных авторов. Фотограф — М. Маруга. Информационные спонсоры: «Русское радио», «Альфа радио», еженедельник «Отдыхай»; типография «Дивимакс». Радиопрезентации альбома состоялись в прямом эфире на «Русском радио» и радио «Рокс».
- С 2002 г. певица сосредоточилась над созданием исключительно аудиопродукции при тесном сотрудничестве с ведущими радиостанциями.
- Результатом стал выход в октябре 2006 г. альбома «Любовь сказала Да» («Vigma»), в который вошли 12 известных хитов: «Блондинки» (новая версия), «Лунные танцы», «Мы не чужие», «Любовь сказала Да», «Поцелуи» (ремейк), «Falling in love», «Думала», «Бабочки» (новая версия), «Сила притяжения», «Тают чувства», «Не нужны слова», «Самба Листопад». Саунд-продюсер и звукорежиссёр — Н. Неронский (студия «NIKO»), фотограф — Д. Аргер («2ASTUDIO»). Информационные спонсоры: «Русское радио», «ВА», «Мир», Альфа радио", «Хит FM», «Новое радио»,  «Интерфакс-запад» и др. Презентация альбома состоялась в минском «Мон кафе».
- В период 2002—2004 г. сотрудничество с российскими «Артес продакшн», «Biz enterprises» и др. (концертная работа, выпуск песен в аудиосборниках, ротация песен на региональных радиостанциях «Хит FM», «Европа-плюс», региональных ВГТРК и др.)
- 2006 г. в поддержку альбома «Любовь сказала Да» снят клип «Самба Листопад» (режиссёр В. Максимков). Презентация клипа состоялась вместе с презентацией альбома 12 октября 2006 г. в «Мон кафе»
- 2007 г. Клип «Думала», продюсер А. Островцов, режиссёр Т. Ващенко, съемки проходили в студии «Нового телевидения».
- 2008 г. Клип «Лунные танцы», режиссёр Ирина Видова, оператор Павел Тенин. Съемки производились в столичном клубе «Миллениум» с участием ведущих клубных танцоров.
- 2009 г. Выпуск альбома «IV» (Гриол/Вигма) и широкомасштабная рекламная кампания диска при поддержке «Русского радио», «Аргументы и факты», «Рокс», «Радиус ФМ», а также РА «Гриол» на ТВ, метро и др. СМИ. Автограф-сессия для поклонников в магазине «Вигма».
- 2010 г. Проект «Народный» с участием ведущих белорусских деятелей  в качестве продюсера и участницы проекта.
- 2011 г. Открыта персональная страница Ирины Видовой на Российском Национальном музыкальном портале «Красная звезда» Ирина Видова Redstar. Архивировано 19 мая 2012 года.
- 2011 г. Ирина Видова — победительница номинации Национальной музыкальной премии — приз зрительских симпатий по итогам интернет- и телевизионного голосования с песней «В последний раз» (муз. О.Молчан, сл. И.Видова)[2].
- 2012 г. начала выступать в программах  Рождественских хоккейных турниров любителей хоккея на приз  Президента Беларуси.
- 2013 г. записано несколько вариантов песни Олега Молчана «С Рождеством и Новым годом!». Она стала востребованной в многочисленных радиоэфирах и телевизионных съемках. Песня также закрывала концерт "За духовное возрождение" 12 января 2016 года во Дворце Республики.
- 2014 г. состоялась премьера песни Олега Молчана на стихи Янки Купалы «Дзве таполi» – одной из знаковых в творчестве певицы.
- 2015 г. впервые прозвучала песня Олега Молчана на стихи Алеся Липая «Карабель маёй краiны». Через два года эта песня в исполнении Ирины Видовой стала лауреатом международного фестиваля-конкурса патриотической песни «Красная гвоздика им. И. Кобзона».
- Участие в торжественной церемонии «Молитва за Беларусь» у Храма-памятника в честь Всех Святых с песней «Малiтва» Олега Молчана на стихи Янки Купалы с участием Президента Беларуси Александра Лукашенко  и глав всех конфессий – одно из запоминающихся событий 2015 года.
- Ирина Видова – постоянный участник авторских концертов Олега Молчана:  2010 год – «Олег Молчан собирает друзей»  во Дворце Республики; 2015 год –  «Песня мая» на фестивале белорусской песни и поэзии в Молодечно; 2016 год – «Малiтва» в Белгосфилармонии.
- 2015 г. К 25-летию независимости Беларуси по заказу Министерства культуры создана песня Олега Молчана «Беларусь», которая стала заключительной на торжественном собрании и праздничном концерте во Дворце Республики. Ирина Видова выступила в качестве автора текста и исполнительницы.
- 2016 г. впервые приняла участие в Минском полумарафоне в составе «Команды мечты» вместе со известными персонами из мира спорта, политики, бизнеса, телевидения, эстрады и др. за здоровый образ жизни.
- 2016 г. в обновлённой студии «600 метров» Белтелерадиокомпании состоялось грандиозное телевизионное шоу Ирины Видовой «Любовь сказала Да».
- 2017 г. к 45-летнему юбилею и 25-летию творческой деятельности певицы состоялось шоу «Секрет счастья» в концертном зале «Prime Hall». Тогда же певица выпустила одноименный альбом на флешке. С этими шоу артистка  концертировала в Беларуси, России и других странах.
- 2018 г. Участие в работе  VII Санкт-Петербургского международного культурного форума
- 2020 г. Альбом «Ирина Видова и Олег Молчан. На одной волне», изданный «Мелодия – рекордс» и «Рэй рекордс» – это прекрасная музыка и великолепное полиграфического оформление.
- 2019 г. Композитор Олег Молчан - муж Ирины  ушёл из жизни поле продолжительной болезни. С тех пор она посвятила свою деятельность памяти мужа. Благодаря ее усилиям появилась мемориальная доска и музыкальная скамья возле дома №20 на улице Раковской, в котором Олег Молчан провел первые годы жизни, на Восточном кладбище установлен памятник Прошли концерты памяти композитора , издано девять тетрадей с его произведениями.  Ирина учредила приз имени Олега Молчана, который вручается на международном фестивале-конкурсе патриотической песни «Красная гвоздика им. И. Кобзона».
- 2020-2022 г. Ирина Видова-Молчан избиралась Председателем Авторского совета НЦИС Беларуси. Автор проекта и инициатор создания фонда социальной поддержки белорусских авторов и исполнителей.
- 2022 г. грандиозным шоу «Viva, музыка» отметила 50-летний юбилей. Специально к этому шоу  Ирина подготовила премьеру песни «Там, за дождем». Сингл появился на цифровых площадках благодаря российскому лэйблу «Рэй рекордс», с которым у певицы подписан контракт.
- 2023 г. приняла участие в культурной программе  18-го сезона Недели моды в Екатеринбурге.
- Артистка принимала участие во многих фестивалях: «За Союз» - Беларусь - Россия, «Золотой голос России» - Россия, «Белорусские корни» - Литва, в турах: с Л. Борткевичем по предприятиям «Белтрансгаза», «звездном» туре радио «Столица», телевизионных фестивалях: «Золотые ключи», «На перекрестках Европы», «Рождество с друзьями радио Рокс», «Песня года Беларуси», «Поющие города» и др.
- Ирина Видова работает и как продюсер, организует не только презентации, рекламные компании своих альбомов, концертов, выступлений на ТВ, радио, в СМИ, но и других. Так, в 2010 г. участвовала в организации телевизионного аншлагового концерта к 25-летию творческой деятельности Олега Молчана «Олег Молчан собирает друзей». Интересные продюсерские решения делают ее события еще более запоминающимися, например, презентация альбома «Любовь сказала Да» в «Мон-кафе» была совмещена с днем ее бракосочетания с Олегом Молчаном, а рекламная компания альбома «IV» на ТВ и радио была дополнена эффективной рекламой в минском метро, которая переросла в полугодовую трансляцию клипов на всех станциях по 100 раз в день. Даже автомобилисты, изредка пользующиеся подземкой, увидели новые клипы Ирины Видовой. Ее артистическое обаяние, многолетняя репутация, уважение к публике позволили Ирине Видовой в результате зрительского интернет и телевизионного голосования получить приз зрительских симпатий и стать лауреатом Первой Национальной музыкальной премии. Этот приз, приз публики, Ирина Видова считает самым важным и почетным, ведь всегда старалась создавать песни, которые нравятся людям. Ее песни уникальны своей энергетикой, ведь они созданы тандемом двух любящих людей.

Дискография
Альбомы:
- «IV»

Музыкальный продюсер — композитор Олег Молчан. Все песни, которые уже находились в ротации, были переаранжированы и перезаписаны специально к выходу альбома. Издатели: Гриол/Vigma
- «Теряю контроль»
- «Нереально»
- «Тают чувства»
- «В городе дожди»
- «А назову ли я»
- «Прикоснись»
- «Парус»(Влюбленные глаза)
- «Сила притяжения»
- «На одной волне»
- «Максидрайв»

«Любовь сказала „Да!“», выпущен компанией «Vigma»

1. Блондинки
2. Лунные танцы
3. Мы не чужие
4. Любовь сказала Да!
5. Поцелуи
6. Falling in love
7. Думала
8. Бабочки
9. Сила притяжения
10. Тают чувства
11. Не нужны слова
12. Самба Листопад

Дискография:
- 1999 г. «Все очень хорошо», альбом, «Пан рекордз»;
- 2001 г. «Мешок с хитами 6»: русский хит", сборник, «Мир видео» (18 «Улетай, душа»);
- 2002 г. «Улетай» Ирина Видова, альбом, «Подземка»;
- 2003 г. «Хит Мейкер 4» сборник, Biz enterprises, Монолит, Россия (12 «Мы не чужие»);
- 2003 г. «Хит Мейкер» сборник (релиз 29.7.2003), Biz enterprises, Монолит, Россия (13 «Поцелуи»);
- 2004 г. «Любовь + Хит FM» сборник, Biz enterprises, Монолит, Россия (15 «Любовь сказала Да»);
- 2005 г. «Песня года Беларуси, ч.2», сборник, «Проспект» (2 «Не нужны слова»);
- 2006 г. «Любовь сказала Да», альбом, «Vigma»;
- 2006 г. Сборник «Мое сердце — твое…» MSH Records, Россия (3 «Не нужны слова», 11 «Любовь сказала Да»);
- 2009 г. IV, альбом, «Гриол»/«Vigma»;
- 2013 г. Альбом Liebe Love L'amour, CD Baby (США);
- 2020 г. Альбом «Ирина Видова и Олег Молчан. На одной волне», «Мелодия – рекордс» и «Рэй рекордс»

Примечание: перечислены только лицензионные сборники и альбомы.

## Кино, видеография
- 1998 г.: «Близко или далеко»,"Города", концертное видео, реж. В.Максимков
- 1999 г.: «Каменные джунгли», режиссёр А.Вечер.
- 2000 г.: «Просто это любовь», режиссёр А.Шульга.
- 2006 г.: «Самба Листопад», режиссёр В.Максимков.
- 2007 г.: «Думала», режиссёр Т.Ващенко.
- 2008 г.: «Лунные танцы», режиссёр И.Видова.

## Награды
- музыкальная радиопремия «Золотое ухо» (2006).
- приз зрительских симпатий Национальной музыкальной премии (2011)[5].
- Лауреат международного фестиваля-конкурса патриотической песни «Красная гвоздика им. И. Кобзона».